# Ra đời trong Cách mạng
Ra đời trong Cách mạng (tiếng Nga: Рождённая революцией. Комиссар милиции рассказывает) là tên gọi loạt phim trinh thám dài tập phát trên truyền hình Liên Xô từ 1974 đến 1977 của đạo diễn Grigory Kokhan.

## Nội dung
Bối cảnh phim trải dài trong khoảng 50 năm, từ những năm 20 đến thập niên 70 của thế kỷ XX. Truyện phim kể về những chiến công của Nikolai Fomich Kondratyev, từ một anh công nhân đã trở thành Trung tướng Công an.

## Diễn viên
- Evgenhi Jarikov[2] - Nhikolai Phomich Kondrachev
- Viktor Shulgin[3] - Aleksei Kuzmich Bushmakin (các tập 1,3,4,5,6)
- Vadim Medvedev[4] - Nil Alekseievich Kolychev (các tập 1,3,5)
- Natalia Gvozdikova[5] - Masha (từ tập 2)

## Vinh danh
- Giải thưởng Nhà nước Liên Xô (1978)